# Payakumbuh
Payakumbuh ist eine Binnenstadt in der Provinz Sumatera Barat (Westsumatra) auf der (nach Borneo) zweitgrößten indonesischen Insel Sumatra. Sie liegt im Zentrum der Provinz im Süden des Regierungsbezirk Lima Puluh Kota und ist ringsum von ihm umgeben. Payakumbuh beherbergte zum Jahresende 2023 auf 85,22 Quadratkilometern 146.772 Einwohner (2,50 % der Provinz Westsumatra), von denen 50,31 % Männer und 72.938 Frauen sind.

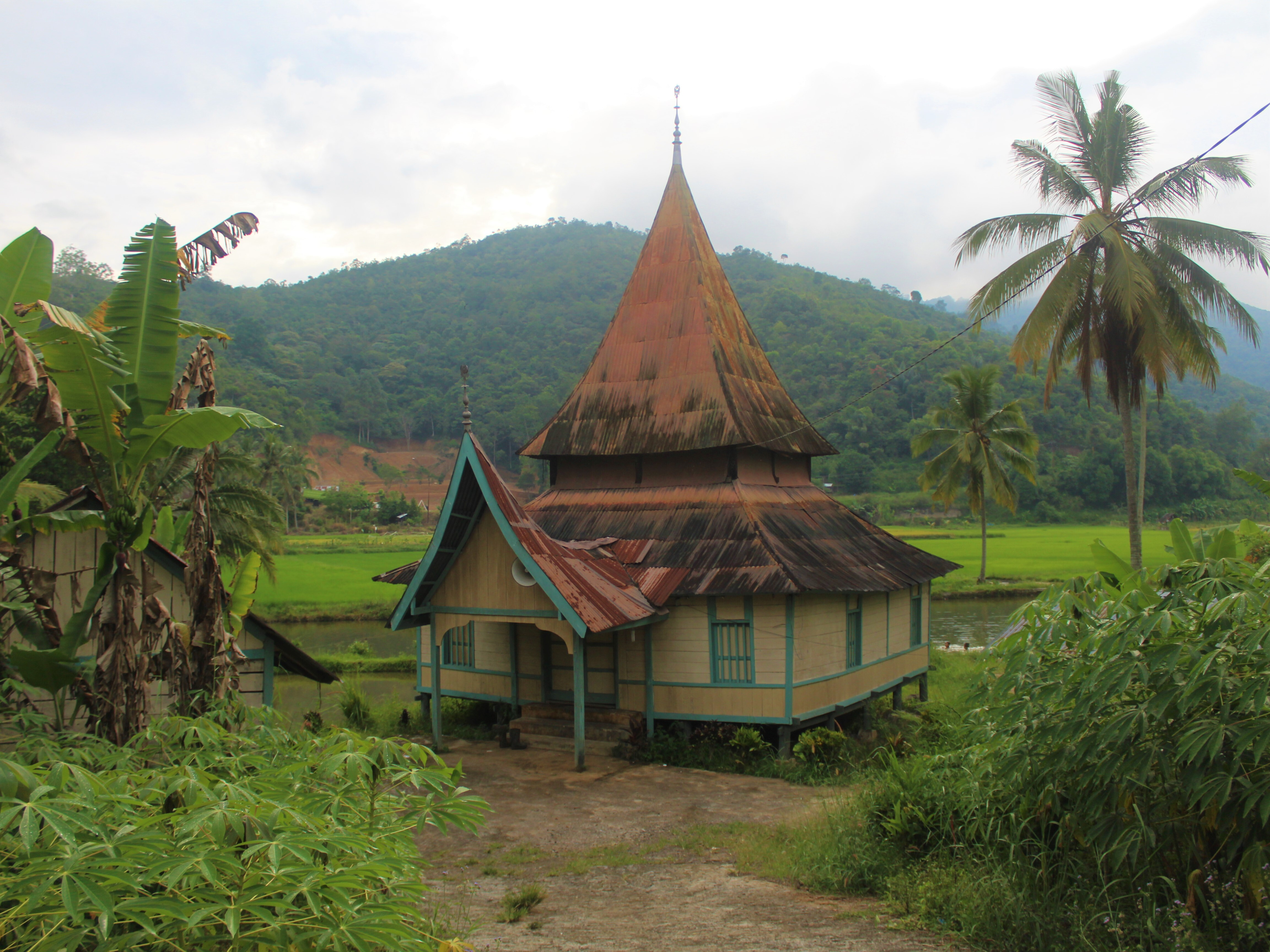
Dieses hölzerne Gebäude im Dorf Kubu Gadang hat ein Dach aus Zink

## Geographie

### Lage
Die autonome Stadt (indonesisch Kota) mit gleichen Rechten wie ein Regierungsbezirk liegt im Minangkabau-Hochland, einem Teil des Barisangebirge. Ein Drittel der Stadtfläche wird zum Reisanbau genutzt, 37 % für Gebäude, 18 % für Plantagen und Gärten, der Wald bedeckt 4 % der Landfläche. In der Stadt startet die Eisenbahnlinie über Bukittinggi und Padangpanjang in die Provinzhauptstadt Padang. Payakumbuh erstreckt sich zwischen 0° 10′ und 0° 17′ n. Br. sowie zwischen 100° 35′ und 100° 45′ ö. L. auf Höhenlagen zwischen 450 und 750 Metern Höhe. Hinsichtlich der Ausdehnung belegt die Stadt unter den sieben autonomen Städten der Provinz nach Padang und Sawahlunto den 3. Platz.

### Wetter und Klima

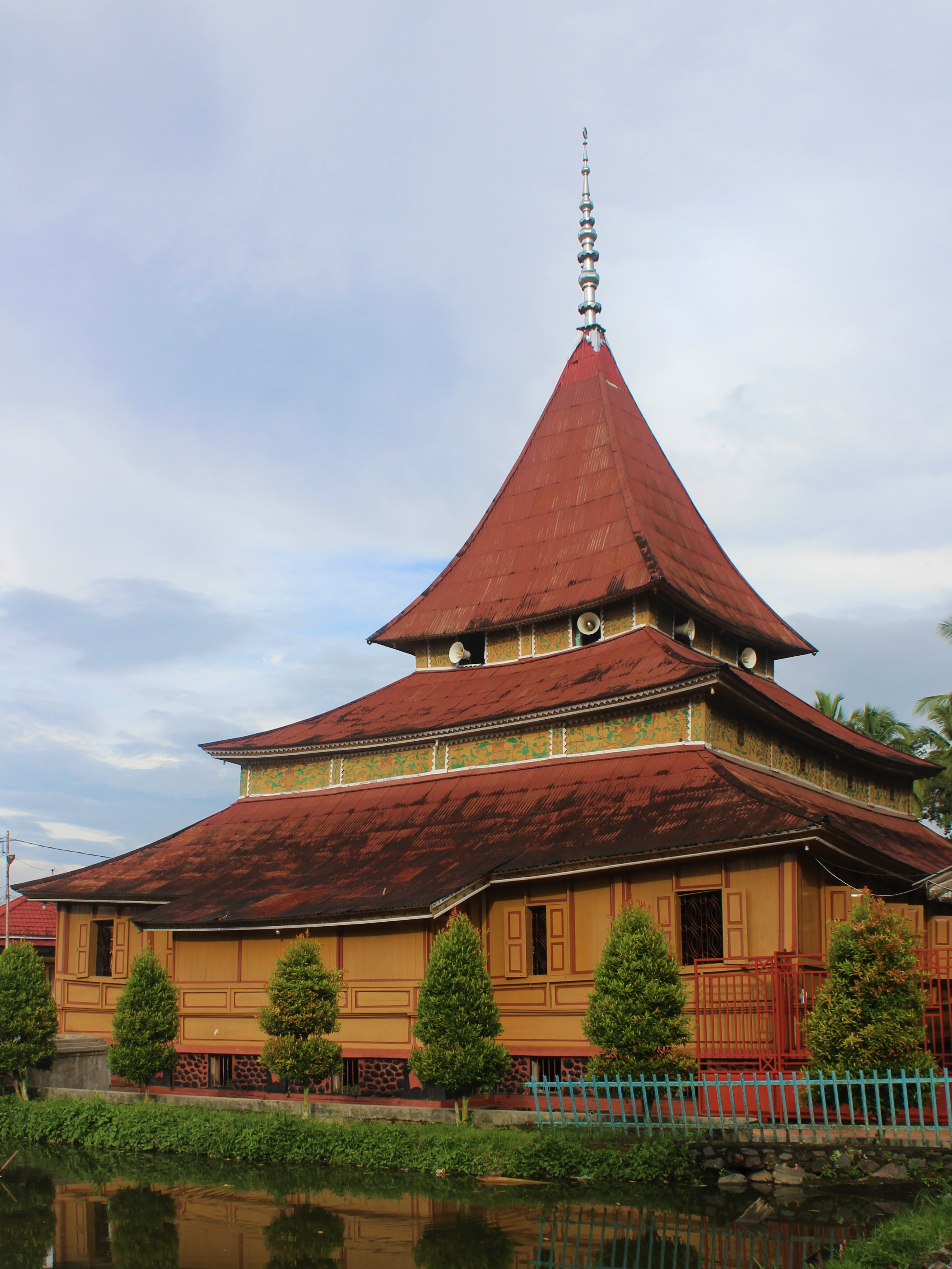
Die Tuo Koto Nan Ampek Moschee im Dorf Balai Nan Duo hat ein Blechdach

Auf Grund der Äquatornähe herrscht, wie in ganz Indonesien, tropisches Regenwaldklima (feuchttropisches Klima). Man unterscheidet eine trockene Jahreszeit (Juni bis September) und die Regenzeit (August bis November). 
Die durchschnittliche Tagestemperatur für das ganze Jahr beträgt 24 °C (Minimum: 20,9 °C, Maximum: 27,1 °C). Wärmster Monat ist der Mai mit Temperaturen zwischen 22 und 28 °C, Im Gegensatz dazu ist der Januar der kälteste Monat (21–27 °C). Die durchschnittliche jährliche Niederschlagsmenge in Payakumbuh beträgt etwa 7.452 mm. Der meiste Niederschlag fällt im April (762,8 mm), im Juni fällt nur durchschnittlich 399,3 mm. Die Niederschlagswahrscheinlichkeit ist im November (86 %) am höchsten, im Juni am niedrigsten (59 %).

### Administrative Gliederung

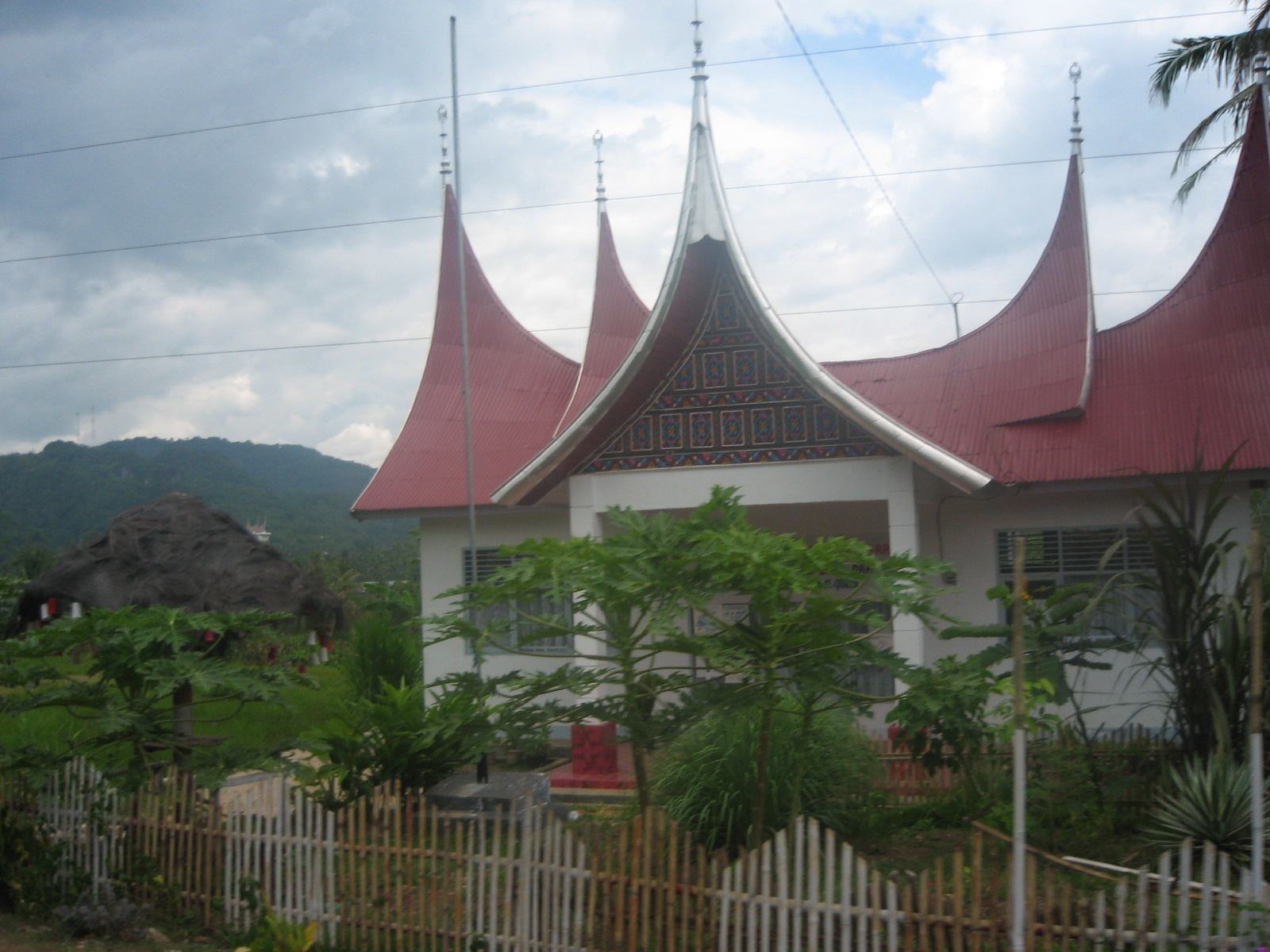
Das Bürogebäude im Kelurahan Limbukan

Die Stadt gliedert sich seit 2009 in fünf Distrikte/Unterbezirke (indonesisch Kecamatan) mit 47 städtische geprägten Dörfern (indonesisch Kelurahan). Diese gliedern sich weiterhin in 156 RW (indonesisch Rukun Warga, Bürgerverbände) und 482 RT (indonesisch Rukun Tetangga, Nachbarschaftsvereine). Die Kelurahan sind in acht Kenagarian zusammengefasst: Limbukan, Aur Kuning, Koto Nan IV, Lamposi, Koto Nan Gadang, Air Tabit, Payobasung und Tiakar.
Im Volkszählungsjahr 2020 gab es 33.292 Haushalte mit durchschnittlich 4,19 Personen pro Haushalt.
| Code 1   | Kecamatan Distrikt    | Ibukota Verwaltungssitz    | Fläche (km²) | Einwohner (insg.) | Einwohner (insg.) | Einwohner (insg.) | Dichte 5 | Sex Ratio 6 | Anzahl d. Kelurahan |
| Code 1   | Kecamatan Distrikt    | Ibukota Verwaltungssitz    | Fläche (km²) | 2010 2            | 2020 3            | 2023 4            | Dichte 5 | Sex Ratio 6 | Anzahl d. Kelurahan |
| -------- | --------------------- | -------------------------- | ------------ | ----------------- | ----------------- | ----------------- | -------- | ----------- | ------------------- |
| 13.76.01 | Payakumbuh Barat      | Tanjuang Pauah             | 19,06        | 45.848            | 54.534            | 56.529            | 2.860,5  | 100,46      | 17                  |
| 13.76.02 | Payakumbah Selatan    | Sawah Padang Aua Kuniang00 | 14,53        | 28.461            | 32.242            | 34.177            | 2.219,3  | 101,58      | 9                   |
| 13.76.03 | Payakumbuh Timur      | Tiakar                     | 22,73        | 24.466            | 29.325            | 31.163            | 1.290,1  | 102,24      | 9                   |
| 13.76.04 | Payakumbuh Utara      | Tigo Koto Diate            | 9,43         | 8.662             | 11.485            | 12.248            | 1.217,9  | 102,17      | 6                   |
| 13.76.05 | Lamposi Tigo Nagori00 | Sungai Durian              | 14,68        | 9.388             | 11.990            | 12.655            | 816,6    | 101,65      | 6                   |
| 13.72    | Kota Payakumbuh       | Kapalo Koto Dibalal        | 80,43        | 116.825           | 139.576           | 146.772           | 1.735,3  | 101,33      | 47                  |

## Demographie
Die Stadt wird von der Volksgruppe der Minangkabau dominiert, es gibt aber auch chinesische, tamilische, javanische und batakische Volksgruppen. Im Jahr 1943 war ein Fünftel der damals 10.000 Einwohner Chinesen. 1970 war Payakumbuh nach Padang und Bukittinggi noch die drittgrößte Stadt, zählte 1990 90.838 und zehn Jahre später 97.901 Einwohner. Im Jahr 2009 überschritt sie mit 106.726 Einwohnern die Grenze zu einer mittelgroßen Stadt und verdrängte gleichzeitig Bukittinggi vom zweiten Rang.
Der Frauenanteil sank in den 20 Jahren bzw. bei den letzten drei Volkszählungen stetig. Waren es 2000 zur fünften Volkszählung im September 2000 (indonesisch Sensus Penduduk – SP2000) noch 50,73 % (49.661 von 97.891 Einwohnern), so betrug er zehn Jahre später nur noch 50,44 % (58.931 von 116.825). Zur letzten Volkszählung 2020 kippte der Frauenüberschuss und ihr Anteil sank auf 49,67 % ab (69.326 von 139.576 Einwohnern).
Die vorherrschende Religion war und ist der Islam (98,88 %). Der Anteil der Christen (860 Protestanten, 670 Katholiken) lag im Jahr 2023 bei 1,04 Prozent. Erwähnenswert sind noch 100 Buddhisten. 2020 gab es gebäudemäßig 86 Moscheen und 273 kleinere Gebetsräume (indonesisch Mushola) sowie eine katholische Kirche im Kelurahan Payakumbuh Utara.

### Soziale Daten 2020

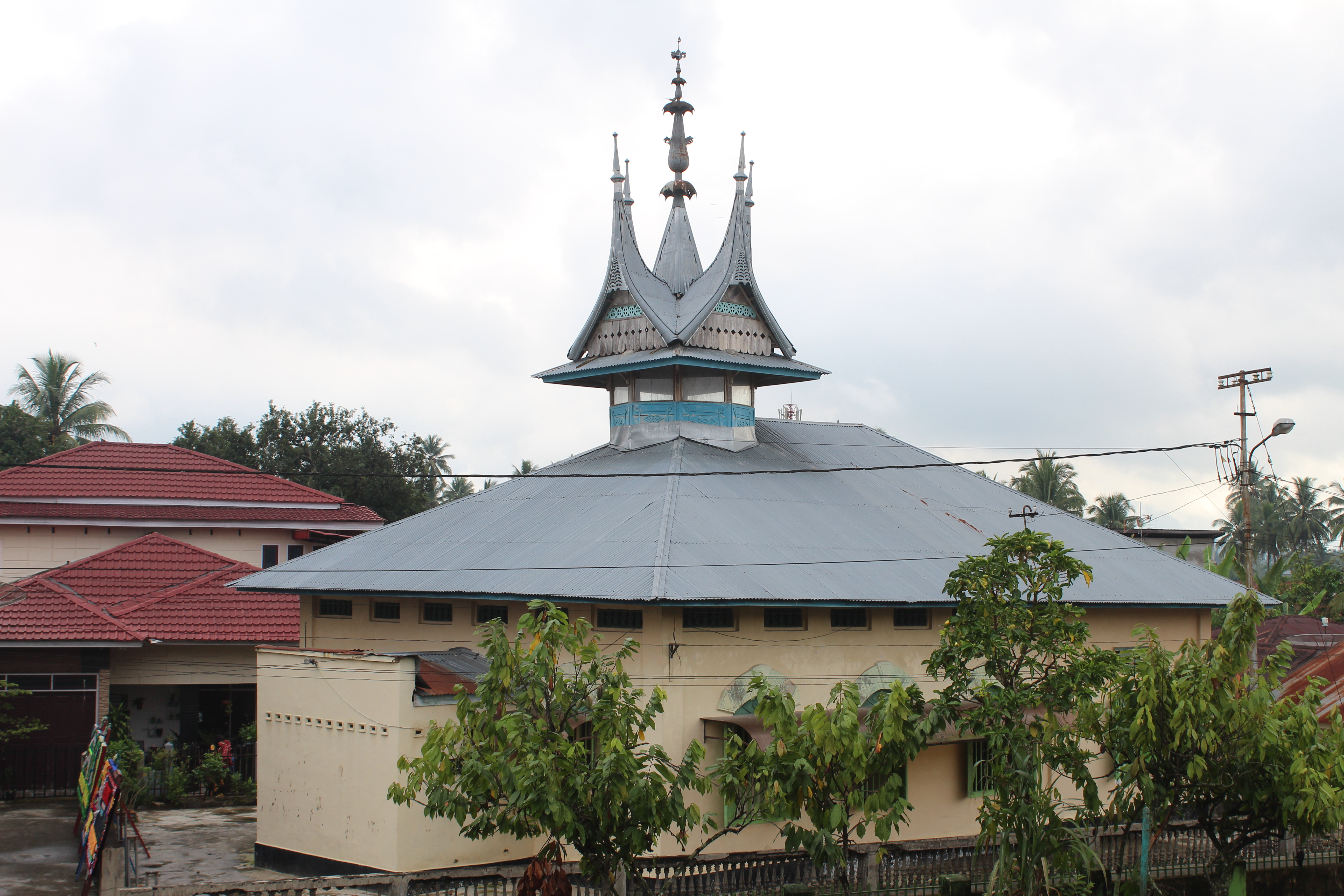
Rao Rao Handels Surau in Payakumbuh

| Merkmal                                                            | Kabupaten | 0Provinz Sumatra Barat0 |
| ------------------------------------------------------------------ | --------- | ----------------------- |
| Bevölkerung unterhalb der Armutsgrenze (Tsd.)0                     | 07,74     | 344,23                  |
| Anteil der „armen Bevölkerung“ (indonesisch Penduduk miskin) (%)00 | 05,65     | 006,28                  |
| Arbeitslosenrate (%)                                               | 06,68     | 006,88                  |
| Lebenserwartung bei der Geburt (Jahre)                             | 73,74     | 069,47                  |
| HDI-Index                                                          | 78,90     | 072,38                  |
| Analphabetenrate (in %, 15–64 J.)                                  | 00,34     | 000,41                  |
| Abhängigenquotient 1                                               | 47,01     | 048,20                  |
| Anteil der Altersgruppen                                           | 0Real0    | 0Prozentual0            |
| Kinder (<15 J.)                                                    | 36.5950   | 026,22                  |
| arbeitsfähige Bevölkerung (15–64 J.)                               | 94.1050   | 067,42                  |
| Rentner und Pensionäre (>65 J.)                                    | 08.8760   | 006,36                  |

### Aktuelle Bevölkerungsdaten für das Jahr 2023
Nachfolgende Tabelle gibt den Einwohnerstand zum Jahresende 2023 (Semester II/2023) für die fünf Kecamatan wieder. Die aktuellsten Daten entstammen der Fortschreibung durch die örtlichen Zivilregistrierungsbüros (Disdukcapil, indonesisch Dinas Kependudukan dan Pencatatan Sipil), abrufbar über diese Webseite
| Kecamatan              | Fläche 2000 km² | Bevölkerung am 31.12.2023 | Bevölkerung am 31.12.2023 | Bevölkerung am 31.12.2023 | Bevölkerung am 31.12.2023 | Bevölkerung am 31.12.2023 | Anzahl der | Anzahl der |
| Kecamatan              | Fläche 2000 km² | Gesamt                    | männl.                    | weibl.                    | Dichte                    | Sex Ratio                 | RT         | RW         |
| ---------------------- | --------------- | ------------------------- | ------------------------- | ------------------------- | ------------------------- | ------------------------- | ---------- | ---------- |
| Payakumbuh Barat       | 19,06           | 56.529                    | 28.356                    | 28.173                    | 2.965,8                   | 100,65                    | 58         | 168        |
| Payakumbu Utara        | 9,43            | 34.177                    | 17.148                    | 17.029                    | 3.624,3                   | 100,70                    | 35         | 122        |
| Payakumbuh Timur       | 22,73           | 31.163                    | 15.798                    | 15.365                    | 1.371,0                   | 102,82                    | 33         | 91         |
| Lamposi Tigo Nagori000 | 14,68           | 12.248                    | 6.156                     | 6.092                     | 834,3                     | 101,05                    | 14         | 51         |
| Payakumbah Selatan     | 14,53           | 12.655                    | 6.376                     | 6.279                     | 871,0                     | 101,54                    | 16         | 50         |
| Kota Payakumbah        | 80,43 1         | 146.772                   | 73.834                    | 72.938                    | 1.824,8                   | 101,23                    | 156        | 482        |